# Hens kommun
Hens kommun (norska: Hen kommune) var en kommun i Møre og Romsdal fylke i västra Norge. Kommunen omfattade ett område i den östra delen av nuvarande Rauma kommun (Hens socken). Tätorten Isfjorden utgjorde kommunens centralort.

## Administrativ historik
Hens kommun upprättades den 1 januari 1902 genom utbrytning ur Gryttens kommun. Kommunen hade 1 128 invånare vid upprättandet.
Den 1 januari 1964 gick Hens kommun, tillsammans med kommunerna Eid, Grytten och Voll samt en del av Veøy kommun, upp i den då nybildade Rauma kommun. Kommunens hade då 1 663 invånare.